# 洛馬普拉塔
洛馬普拉塔（西班牙語：Loma Plata），是巴拉圭的城鎮，位於該國西部，由博克龍省負責管轄，距離亞松森470公里，始建於1927年6月25日，面積1,787平方公里，海拔高度133米，2002年人口5,500，人口密度每平方公里3.08人。